# Taťjana Skačková
Teťana Viktorivna Skačková (ukrajinsky Тетяна Вікторівна Скачко, rusky Татьяна Викторовңа Скачко; * 18. srpna 1954 Luhansk) je bývalá atletka, která reprezentovala SSSR jako Taťjana Skačková. Získala bronzovou medaili na letních olympijských hrách 1980 v Moskvě skokem 7,01 metrů.